# Картография Венеры
Картография Венеры ведёт своё начало с 1960-х годов:13. Поскольку поверхность Венеры скрыта от наблюдений в видимом свете плотным облачным покровом, то различить детали на её поверхности стало возможным лишь с появлением достаточно мощных наземных радаров. Крупные области, имевшие на радиолокационных изображениях вид светлых пятен, получали обозначения. С увеличением числа наблюдательных данных потребовалось введение системы координат и системы наименований для деталей поверхности Венеры.

## Общая информация
Первое определение системы координат для Венеры было дано Международным астрономическим союзом в 1970 году, когда обозначенная на радиоастрономических изображениях греческой буквой «альфа» деталь поверхности Венеры (впоследствии получила название область Альфа) была выбрана в качестве точки, через которую проходит нулевой меридиан:401. Эти изображения были составлены, в частности, на основе данных о спектре эхо-сигнала с длиной волны 12,5 см, полученных Роландом Карпентером в 1962 году и Диком Голдстейном в июне 1964 года в Голдстоуне. 
Начавшиеся с конца 1970-х годов полёты к Венере АМС с установленными на них радиолокаторами для съёмки поверхности Венеры приносили всё более точные данные. Была составлена карта поверхности Венеры с разрешением 150—200 км  по данным первой из таких станций — «Пионер-Венера-1». Разрешение съёмки северной приполярной области поверхности Венеры с АМС «Венера-15» и «Венера-16» уже составляло 1—2 км.  По её результатам составлены геолого-геоморфологическая карта, представленная в 1984 году на 27-м Международном геологическом конгрессе, фотографическая и гипсометрическая карты на 25% территории планеты. При этом поверхность северной четверти Венеры (севернее 30° с. ш.) была разбита на 27 частей, каждой из которых соответствовал лист фотографической и лист гипсометрической карт. Путём объединения всех известных к тому моменту данных о Венере в 1989 году был опубликован первый Атлас рельефа Венеры. 
Радиояркая область Альфа уже не отвечала требованиям к точности привязки системы координат. Поэтому Д. Кэмпбеллом и Ю. Тюфлиным были изучены шесть кратеров, общих для съёмки «Венеры-15», «Венеры-16» и наземных радиоастрономических наблюдений 1983 года в Аресибо. Из них был выбран один, впоследствии названный Ариадна. И в 1985 году Рабочая группа МАС утвердила новые параметры системы координат, в которой нулевой меридиан проходил через центральную горку этого кратера.
Космический аппарат «Магеллан» с 1990 по 1994 год охватил радиолокационной и радиовысотомерной съёмками 98% поверхности Венеры, покрыв значительную часть области, не охваченной исследованиями предыдущих космических аппаратов и наземных радиотелескопов и пересняв уже исследованную с разрешением до 100 метров. Для картографической обработки полученных «Магелланом» данных поверхность Венеры была разбита на 62 части, для каждой из которых была составлена фотографическая карта. По данным радиовысотомера «Магеллана», с использованием данных КА «Пионер-Венера-1», «Венера-15» и «Венера-16» составлена гипсометрическая карта 98% поверхности Венеры и глобус Венеры. Не охваченной радиолокационными и высотомерными исследованиями остались 2% поверхности Венеры в южной приполярной области. На основании информации, полученной КА «Магеллан» и предыдущими станциями, с 1995 года проводится составление геологических карт для каждой из 62 частей поверхности Венеры. К 2013 году опубликовано 29 листов таких карт. Также созданы обзорные (мелкомасштабные) гравиметрическая карта и карта микроволнового излучения Венеры. В 2007 году по данным, полученным радиовысотомером КА «Магеллан» составлена новая гипсометрическая карта Венеры с названиями на русском языке, включающая детали рельефа, получившие наименование после составления предыдущей подобной карты.
Запущенный в ноябре 2005 года Европейским космическим агентством КА «Венера-экспресс» дополнил сведения о температурах северного полушария Венеры, собранные фурье-спектрометрами «Венеры-15» и «Венеры-16» (1500 профилей температуры в диапазоне высот 60—90 км северной приполяной области), данными о температурах южного полушария. По результатам, полученным картирующим спектрометром КА «Венера-экспресс» в 2009 году составлена карта южного полушария Венеры в инфракрасном диапазоне («температурная карта»).

## Системы координат
Главные параметры, определяющие систему координат для деталей поверхности Венеры — это направление оси вращения и положение нулевого меридиана. Положение нулевого меридиана первоначально было «привязано» к радиоастрономическим наблюдениям Голдстейна июня 1964 года: так, чтобы в дату ближайшего расстояния Венеры от Земли, 20 июня 1964 года, в 0 часов по всемирному времени центральный по отношению к Земле меридиан имел долготу 320 градусов, а сам нулевой меридиан (то есть линия долготы 0 градусов), соответственно, проходил через радиояркую Область Альфа (центр кратера Ариадна). На этой основе МАС и определил впервые систему координат для поверхности Венеры в 1970 году на XIV Генеральной ассамблее в Брайтоне. Последующие изменения параметров приведены в следующей таблице:
| Система  | Положение оси вращения                                                                 | Положение нулевого меридиана                                                                         | Использовалась в...      |
| -------- | -------------------------------------------------------------------------------------- | --- | ------------------------ |
| МАС-70   | {\displaystyle \alpha _{0}=273^{\circ },0} {\displaystyle \delta _{0}=+66^{\circ },0}  | Такое, что в эпоху JED 2438566,5 при взгляде из центра Земли центральный меридиан имеет долготу 320° |                          |
| МАС-79   | {\displaystyle \alpha _{0}=272^{\circ },8} {\displaystyle \delta _{0}=67^{\circ },2}   | {\displaystyle W=213^{\circ },63-1^{\circ },4814205d}                                                |                          |
| МАС-82   | {\displaystyle \alpha _{0}=272^{\circ },78} {\displaystyle \delta _{0}=67^{\circ },21} | {\displaystyle W=159^{\circ },91-1^{\circ },4814205d}                                                | «Венера-15», «Венера-16» |
| МАС-85   | {\displaystyle \alpha _{0}=272^{\circ },69} {\displaystyle \delta _{0}=67^{\circ },17} | {\displaystyle W=160^{\circ },39-1^{\circ },4813291d}                                                | «Магеллан», ArcMap 8.x   |
| МАС-2000 | {\displaystyle \alpha _{0}=272^{\circ },76} {\displaystyle \delta _{0}=67^{\circ },16} | {\displaystyle W=160^{\circ },20-1^{\circ },4813688d}                                                | ArcMap 8.x               |

Форма Венеры считается сферической, поэтому разницы между употреблением терминов планетоцентрическая (в данном случае называется венероцентрической) и планетографическая (в данном случае называется цитерографической) применительно к системе координат на поверхности Венеры не видно. При заданной системе координат экватор берётся перпендикулярным к оси вращения и проходящим через центр Венеры, отсчёт долгот на поверхности Венеры идёт к востоку от нулевого меридиана с 0° до 360°, а широты изменяются от 0° до 90° и считаются отрицательными к югу от экватора и положительными — к северу от него.